# Maladera festina
Maladera festina är en skalbaggsart som beskrevs av Brenske 1898. Maladera festina ingår i släktet Maladera och familjen Melolonthidae. Inga underarter finns listade i Catalogue of Life.